# Jaroslav Švrček (matematik)
Jaroslav Švrček (* 9. ledna 1953, Přerov) je český matematik a vysokoškolský pedagog. Odborné zaměření: didaktika matematiky a elementární matematika.

## Životopis
Působí na Přírodovědecké fakultě Univerzity Palackého v Olomouci na Katedře algebry a geometrie. Přednáší matematickou analýzu. Je členem Ústřední komise Matematické olympiády a přispívá příklady do zadání středoškolských kategorií.
Také popularizoval využití Švrčkova bodu v planimetrii. Švrčkovým bodem se rozumí bod kružnice opsané trojúhelníku, který je středem oblouku nad stranou daného trojúhelníku, na němž neleží 3. vrchol daného trojúhelníka.

## Odborné publikace
výběr
- Geometrie trojúhelníka. 1988.
- Lineární programování v úlohách. Vydavatelství Univerzity Palackého, Olomouc 1995.
- s Pavlem Calábkem: Sbírka netradičních matematických úloh. 2007.
- s Pavlem Calábkem: Počítejte s Klokanem (Student) – 3. a 4. ročník SŠ. 2007.
- Gradované řetězce úloh v práci s matematickými talenty. Univerzita Palackého, Olomouc 2014, ISBN 978-80-244-4018-7.
- 60. ročník matematické olympiády na středních školách. Univerzita Palackého, Olomouc 2015, ISBN 978-80-244-4482-6.
- Soustavy rovnic a metody jejich řešení. Univerzita Palackého, Olomouc 2016, ISBN 978-80-244-5024-7.